# Mindorokauz

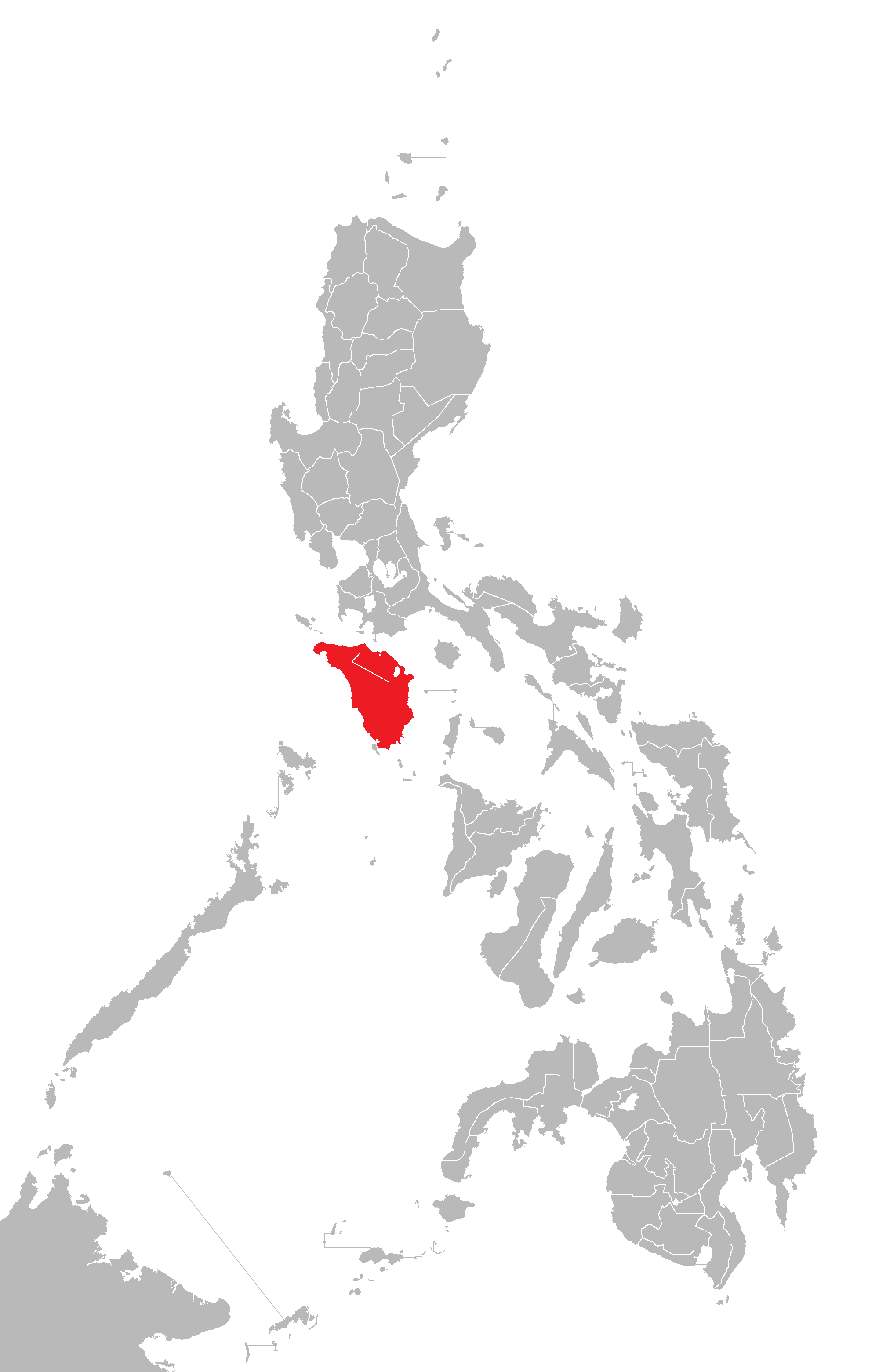
Mindoro als Verbreitungsgebiet des Mindorokauzes

Der Mindorokauz (Ninox mindorensis) gehört zur Gattung der Buschkäuze. Er ist nur auf Mindoro, einer westlichen Insel der Philippinen, heimisch.

## Beschreibung

### Maße
Der Mindorokauz ist eine kleine Eule von etwa 20 cm Körpergröße. Die Länge des Flügels beträgt vom Bug (Ellenbogengelenk) bis zur Spitze der längsten Handschwinge beim Männchen 159 bis 176 mm, beim Weibchen 154 bis 171 mm, der Schwanz ist 74 bis 92 mm lang. Zwei Männchen wurden bisher mit 108 und 118 g, zwei Weibchen mit 100 und 105 g gewogen.

### Aussehen
Die Gesichtsbefiederung ist rötlichbraun. Der Überaugenstreif zwischen der Schnabelbasis und den gelben Augen ist weißlich, bildet aber nur einen schwachen Kontrast zur umgebenden Färbung. Schnabel und Nasenwachshaut sind bläulichgrau. Der Mindorokauz trägt keine Federohren.
Kopf und Nacken sind matt rötlichbraun mit dichten feinen dunkelockerfarbenen Querstreifen. Die Mantelfedern sind warmbraun mit schwach erkennbaren, dichten dunkleren Streifen. Die Schulterfedern sind an der Spitze mit unauffälligen weißlichen Punkten versehen, die Federdecken sind warmbraun mit blassen ockerfarbenen Punkten. Die verhältnismäßig langen Flugfedern sind braun mit blasseren Punktbändern. Auch die Schwanzfedern sind warmbraun und mit schmalen ockerfarbenen Querstreifen versehen.
Die Kehle ist weißlich mit einigen dunklen Punkten und Streifen in der oberen Halsregion. Brust und Bauch sind orange- bis rötlichbraun mit dichten, dunkelbraunen Querstreifen, die Färbung wird abwärts heller bis ockergrau. Die proximalen zwei Drittel der Läufe sind teilweise orange bis ockerfarben befiedert, das distale Drittel ist nackt und wie die beborsteten Zehen gelblichgrau. Die Krallen sind dunkelhornfarben.
Über das Aussehen der Jungvögel gibt es bis heute keine Aufzeichnungen.

### Unterscheidungsmerkmale
Auf Mindoro kommt auch der kongenerische Schokoladenkauz (Ninox randi) vor. Er ist jedoch viel größer als der Mindorokauz, und den Bauch entlang stehen kräftig kastanienbraun und leuchtend weiß gefärbte Federn wechselweise im deutlichen Kontrast zueinander. Zwischen den Augen trägt er einen weißen Fleck.
Der Luzonkauz (Ninox philippensis) ist mit 15 bis 18 cm noch etwas kleiner als der Mindorokauz. Brust und Bauch sind blasser gefärbt mit ungeformten, breiten bräunlichen Längsstreifen. Auch die Lautgebung unterscheidet sich deutlich voneinander. Der Luzonkauz wurde bisher noch nicht auf Mindoro beobachtet, in der Natur kann man beide Arten demnach nicht verwechseln.

## Stimme
Das Männchen gibt eine Serie von hohen brummenden Pfeiftönen wieder. Einzeln beginnen sie mit einem hohen, kichernden Pfiff und enden in einem kreischenden Geschrei, das man mit dem „Schrei“ der Schleiereule (Tyto alba) vergleichen kann. Sie werden in einem Intervall von einer bis zwei Sekunden wiederholt: cheehrr cheehrr cheehrr …, manchmal auch cheehrr-ke cheehrr-ke …

## Verbreitung und Habitat
Der Mindorokauz ist auf der philippinischen Insel Mindoro als Standvogel endemisch. Dort kommt er vom Flachland bis zu Höhenlagen von 1.250 m über dem Meeresspiegel in bewaldeten Gegenden vor.

## Verhalten
Mit Einbruch der Dämmerung kann man den nachtaktiven Mindorokauz beobachten. Er brütet in Astlöchern, genaueres zum Brutverhalten ist jedoch noch nicht bekannt.

## Ernährung
Die Hauptnahrungsquelle des Mindorokauzes bilden hauptsächlich Insekten sowie kleine Wirbeltiere.

## Gefährdung und Artenschutz
Der Mindorokauz wird bei der Weltnaturschutzunion (IUCN) und bei BirdLife International als gefährdet eingestuft, da er vom Menschen in seinem Lebensraum immer weiter zurückgedrängt wird. Für diese Art gilt Anhang II des Washingtoner Artenschutzübereinkommens.
Die Populationen gehen aufgrund der anhaltenden Waldrodungen, des Bergbaus und der landwirtschaftlichen Entwicklung fortwährend zurück. Die Anzahl an Individuen wird grob auf 2.500 bis 10.000 geschätzt. Die größten Populationen kommen in den größeren noch verbliebenen Flachlandwäldern nahe der Strafkolonie bei Sablayan sowie im Mounts Iglit–Baco National Park und im Naujan Lake National Park vor, aber selbst diese Schutzgebiete sind nicht vor der Zerstörung des Habitats durch den Menschen sicher.
Weitere Erhebungen zur Bestimmung der Populationsgröße sowie Untersuchungen zur grundlegenden Naturgeschichte des Mindorokauzes und seiner Habitatbindung sind ebenso wichtig wie Bildungskampagnen, die auf die Bedeutung einheimischer Arten fokussiert sind, um zu einem besseren Schutz kritischer Lebensräume beitragen zu können.

## Taxonomie
Erstmals beschrieb Ogilvie-Grant in seinem Werk On the Birds of the Philippine Islands, das mehrteilig 1894 bis 1897 in der Ibis erschien, ein Exemplar aus dem Flachland Mindoros. Bis 2012 wurden Ninox mindorensis, N. philippensis, N. reyi, N. spilocephala und N. spilonotus konspezifisch betrachtet. Nach weiteren Untersuchungen konnten Pamela C. Rasmussen und ihr Team diese anhand unterschiedlicher Lautgebung, Zeichnung des Gefieders und Morphometrie als eigenständige Arten klassifizieren. Der Mindorokauz ist monotypisch, das bedeutet, dass bis heute keine Unterarten unterschieden werden.